# Jessie Margaret Soga
Pour les articles homonymes, voir Soga.
Jessie Margaret Soga, diplômée de la Royal Academy of Music (21 août 1870, - 23 février 1954,) est une chanteuse contralto xhosa-écossaise, professeure de musique et suffragette. Elle est connue comme la seule militante pour le suffrage noire ou métisse d'Écosse. Soga est l'une des principaux membres de la Women's Freedom League à Glasgow et rejoint la Women's Social and Political Union, mais ne mène pas d'activité militante, utilisant ses compétences organisationnelles et son talent musical pour collecter des fonds.

## Famille
Jessie Soga est la plus jeune fille du pasteur presbytérien Tiyo Soga (en) (1831-1871), le premier Sud-Africain Noir ordonné, qui devient missionnaire et traducteur. Elle est née à Tutura (Somerville) dans le Transkei, le Cap, Afrique du Sud, un an avant la mort de son père en 1871. Sa mère est la missionnaire écossaise Janet Burnside Soga (1827-1903), qui fait la connaissance de son père alors qu'il fait ses études de théologie à Glasgow. La famille s'installe en Écosse après la mort de son père, et Jessie et les autres enfants sont allés à l'école à Dollar Academy.
Les frères et sœurs Soga, à l'exception de Jessie, sont retournés vivre en Afrique du Sud : William Anderson Soga (1858–1948) est médecin et missionnaire ; John Henderson Soga (1860-1941), également missionnaire ; Allan Kirkland Soga (1861–1938), un des premiers animateurs du Congrès national africain ; ses sœurs, Isabella Macfarlane Soga (1864–1884) et Frances Maria Anne Soga (1868–1942) ont également travaillé dans des missions chrétiennes, et Jotello Festiri Soga (1865–1906), qui est devenu le premier vétérinaire noir d'Afrique du Sud . Jessie est restée avec sa mère et elles ont passé des vacances avec un ami à St. Andrews en août 1901.

## Éducation et carrière
Soga a officiellement terminé ses études professionnelles en chant et en musique en 1894 et 1895, sous la direction de Richard Cummings, Llewela Davies et George E. Mott à la Royal Academy of Music de Londres, tout en vivant au 8 South Crescent, Bedford Square. Elle est qualifiée en tant que professeure de chant en décembre 1901 licence (LRAM) et près d'une décennie plus tard en septembre 1910, les examinateurs RAM, Henry William Richards et William Gray McNaught l'ont passée pour Voice-Culture and Class Singing.
Son éducation et sa portée musicales sont internationales, car elle a étudié avec le professeur de chant italien Alberto Giovannini au Conservatoire de Milan ; il a enseigné au compositeur irlandais Thomas O'Brien Butler ainsi qu'au ténor italien Francesco Tagmagno et au baryton autrichien Joseph Kaschmann. Elle a annoncé avoir été enseignée à Paris (vraisemblablement avant son départ pour l'Amérique en 1904) par Jacques Bouhy.

Soga s'est produite lors d'un "concert réussi" de la Messe en ut majeur de Beethoven avec 90 voix de la Blairgowrie and Rattray Choral Society le 30 mars 1899, lorsque son chant solo est félicité:
'"Mlle Soga s'est avérée une grande favorite. Elle possède une voix riche et douce, qui manifeste parfois la qualité caressante caractéristique d'une fille de l'Orient. Elle est chaleureusement rappelée pour sa première chanson et a répondu avec une interprétation sympathique de Bonnie Wee Thing ; tandis que Stay at Home est interprété avec douceur."
Soga est membre de la Wellington United Free Church à Glasgow et est le secrétaire correspondant de la Christian Endeavour Society de l'église. Les sujets qui faisaient l'objet du programme de la Société comprenaient le travail missionnaire et la tempérance. La Société est destinée aux jeunes membres de l'église et son objectif est de «promouvoir une vie chrétienne sérieuse parmi ses membres».
Le 1er janvier 1903, Soga est la soliste contralto de la représentation du Messie de Haendel "Grand New Year's Mid-Day Concert" de la Coatbridge Choral Union, mais à cette occasion, elle est décrite comme "faible au début mais elle s'est merveilleusement améliorée comme le temps a passé... son meilleur effort est le passage 'Il est méprisé'." Elle se produit à nouveau dans Messiah à Turriff le 15 décembre 1903, avec leur société chorale.
En septembre 1910, elle réussit l'examen de culture vocale et de classe de chant à la Royal Academy of Music.
Soga a fait de la publicité dans The Scotsman pour les élèves chanteurs, enseignant chaque semaine dans une salle de vente spécialisée dans le piano, près d'une école de filles à Stafford Street, Édimbourg.

## Participation à la campagne pour le droit de vote des femmes

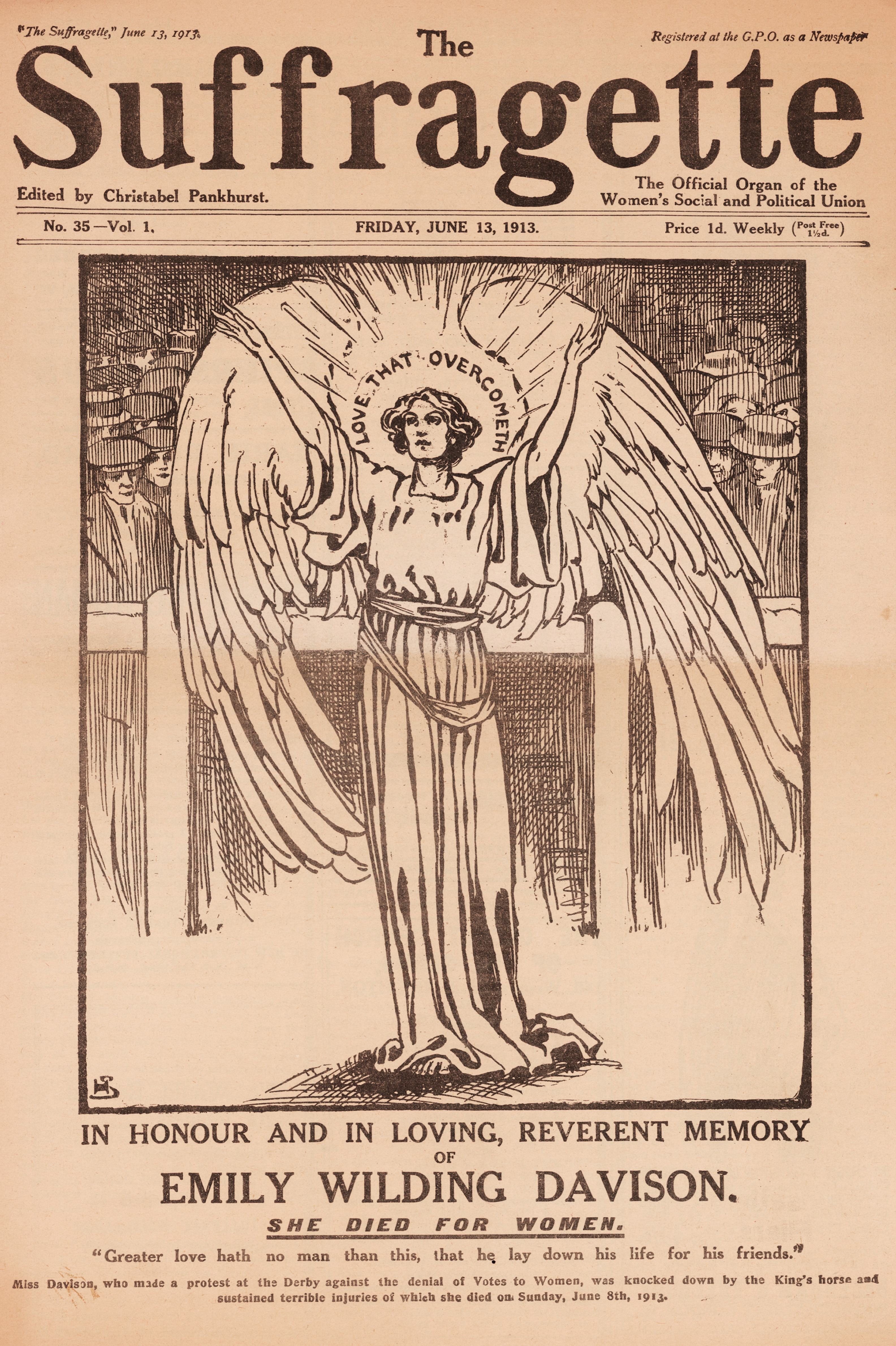
Le journal des suffragettes

Bien qu'impliquée dans la Women's Social and Political Union (WSPU), elle n'a pas participé à des manifestations violentes. Elle a présidé les réunions de la WSPU dans les villes voisines, comme Blackwood, et a fait don de marmelade faite maison à vendre lors d'événements. Elle a organisé une bibliothèque de circulation rentable, faisant personnellement don de livres au bureau de la WSPU Sauchiehall Street, et a fait un don pour un abonnement de six mois à Women's Franchise à envoyer à la bibliothèque du district de Woodside. L'implication de Soga dans la WSPU a pris fin vers 1917, bien que la WSPU se soit suspendue lorsque la Première Guerre mondiale a éclaté en 1914, dans un accord pour mettre fin à l'action militante en échange de la libération des femmes qui sont emprisonnées.
Soga est décédée dans les Old People's Cottages à Rottenrow aux premières heures du 23 février 1954, à l'âge de 83 ans, et ses funérailles ont eu lieu au Western Necropolis Crematorium, à Glasgow.

## Conscience de son rôle
En 2021, pour l'instant, aucune image accessible de Soga n'est identifiée, et on ne sait pas non plus s'il y a d'autres femmes écossaises de couleur faisant campagne pour le vote. Le Dr TS Beall a déclaré que les activités des suffragettes et des suffragettes écossaises ne sont pas «beaucoup» enseignées dans les écoles écossaises et que leurs noms ne sont généralement pas connus.
Soga est inclus dans un nouveau jeu éducatif (style Top Trumps) sur les Suffragettes Trumps en Écosse, produit par Protests & Suffragettes (un groupe d'artistes, d'activistes et d'histoire locale dont le Dr Beall) par financement participatif pour envoyer 700 ensembles aux écoles. Le Dr Yvonne McFadden de Women's History Scotland l'a qualifié d '«outil amusant et important pour s'assurer que ces femmes et leurs histoires» sont incluses dans le programme scolaire écossais, car l'histoire des femmes est souvent limitée dans l'enseignement de l'histoire à l'école.